# Astochoporella
Astochoporella is een monotypisch mosdiertjesgeslacht uit de familie van de Umbonulidae en de orde Cheilostomatida. De wetenschappelijke naam ervan werd in 1968 voor het eerst geldig gepubliceerd door Hayward & Thorpe.

## Soort
- Astochoporella cassidula Hayward & Thorpe, 1988